# Billbergia tweedieana
Espèce
Classification phylogénétique
Billbergia tweedieana est une espèce de plantes de la famille des Bromeliaceae, endémique de la forêt atlantique (mata atlântica en portugais) au Brésil.

## Synonymes

### Synonymes intraspécifique
- Billbergia tweedieana var. latisepala L.B.Sm.[1].

## Distribution
L'espèce est endémique du sud-est du Brésil.

## Description
L'espèce est épiphyte.